# Eccellenza Calabria 2013-2014
Nella stagione 2013-2014 l'Eccellenza è il sesto livello del calcio italiano (il massimo livello regionale).
Questo è il campionato della Calabria, gestito dal Comitato Regionale Calabria; è costituito da un girone all'italiana, che ospita 16 squadre.
Le partite del campionato di Eccellenza Calabria 2013-2014 hanno avuto inizio in data 8 settembre.

## Squadre partecipanti
| Club                             | Città (provincia)              | Stadio                                | Stagione precedente                                   |
| -------------------------------- | ------------------------------ | ------------------------------------- | ----------------------------------------------------- |
| F.C. Calcio Acri                 | Acri (CS)                      | Stadio Pasquale Castrovillari         | 6° in Eccellenza Calabria                             |
| Audace Rossanese                 | Rossano (CS)                   | Stadio Stefano Rizzo                  | 2° in Promozione Calabria/A (ripescato)               |
| A.S.D. Bocale Calcio 1983        | Reggio Calabria                | Stadio Campoli                        | 12° in Eccellenza Calabria                            |
| U.S. Castrovillari Calcio        | Castrovillari (CS)             | Stadio Mimmo Rende                    | 9° in Eccellenza Calabria                             |
| A.S.D. Corigliano Schiavonea     | Corigliano Calabro (CS)        | Stadio Comunale di Corigliano Calabro | 1° in Promozione Calabria/A (promosso)                |
| A.P.D. Gallico Catona Calcio     | Gallico (RC) Catona (RC)       | Stadio Comunale Antonio Lo Presti     | 8° in Eccellenza Calabria (come A.P.D. Catona Calcio) |
| F.C. Guardavalle A.S.D.          | Guardavalle (CZ)               | Stadio Comunale di Guardavalle        | 3° in Eccellenza Calabria                             |
| U.S.D. Isola Capo Rizzuto        | Isola Capo Rizzuto (KR)        | Stadio Comunale di Isola Capo Rizzuto | 11° in Eccellenza Calabria                            |
| Nausicaa Calcio                  | Soverato (CZ) Montepaone (CZ)  | Stadio Comunale di Soverato           | 5° in Eccellenza Calabria (come Soverato Virtus)      |
| U.S. Palmese 1912                | Palmi (RC)                     | Stadio Giuseppe Lopresti              | 2° in Promozione Calabria/B (promosso)                |
| U.S. Paolana                     | Paola (CS)                     | Stadio Eugenio Tarsitano              | 7° in Eccellenza Calabria                             |
| A.S. Roccella                    | Roccella Ionica (RC)           | Stadio Ninetto Muscolo                | 4° in Eccellenza Calabria                             |
| A.S.D. Sambiase Lamezia 1962     | Sambiase di Lamezia Terme (CZ) | Stadio Guido D'Ippolito               | 16° in Serie D/I (retrocesso)                         |
| Polisportiva San Lucido          | San Lucido (CS)                | Stadio Comunale di San Lucido         | 10° in Eccellenza Calabria                            |
| A.S. Sersale                     | Sersale (CZ)                   | Stadio Comunale di Sersale            | 13° in Eccellenza Calabria                            |
| Polisportiva Taurianovese A.S.D. | Taurianova (RC)                | Stadio Comunale di Taurianova         | 1° in Promozione Calabria/B (promosso)                |

## Classifica finale
|  | Pos. | Squadra               | Pt | G  | V  | N | P  | GF | GS | DR  |
|  | ---- | --------------------- | -- | -- | -- | - | -- | -- | -- | --- |
|  | 1.   | Roccella              | 73 | 30 | 23 | 4 | 3  | 76 | 26 | +50 |
|  | 2.   | Castrovillari         | 52 | 30 | 16 | 4 | 10 | 56 | 31 | +25 |
|  | 3.   | Gallico Catona        | 52 | 30 | 15 | 7 | 8  | 41 | 30 | +11 |
|  | 4.   | Guardavalle           | 52 | 30 | 15 | 7 | 8  | 40 | 33 | +7  |
|  | 5.   | Sambiase              | 50 | 30 | 16 | 2 | 12 | 52 | 45 | +7  |
|  | 6.   | Taurianovese          | 49 | 30 | 14 | 7 | 9  | 49 | 42 | +7  |
|  | 7.   | Palmese               | 47 | 30 | 13 | 8 | 9  | 40 | 29 | +11 |
|  | 8.   | Isola Capo Rizzuto    | 44 | 30 | 13 | 5 | 12 | 49 | 44 | +5  |
|  | 9.   | Sersale               | 44 | 30 | 12 | 8 | 10 | 40 | 36 | +4  |
|  | 10.  | Acri                  | 43 | 30 | 12 | 7 | 11 | 50 | 44 | +6  |
|  | 11.  | Bocale                | 43 | 30 | 13 | 4 | 13 | 44 | 55 | -11 |
|  | 12.  | Corigliano Schiavonea | 38 | 30 | 11 | 5 | 14 | 35 | 48 | -13 |
|  | 14.  | Paolana               | 29 | 30 | 8  | 5 | 17 | 28 | 48 | -20 |
|  | 13.  | San Lucido            | 29 | 30 | 7  | 8 | 15 | 23 | 39 | -16 |
|  | 15.  | Nausicaa              | 16 | 30 | 4  | 4 | 22 | 28 | 55 | -27 |
|  | 16.  | Audace Rossanese (-1) | 12 | 30 | 2  | 7 | 21 | 30 | 76 | -46 |

Legenda:

      Promossa in Serie D 2014-2015.

      Ammessa ai play-off nazionali.

      Retrocessa in Promozione 2014-2015 dopo i play-out.

      Retrocesse in Promozione 2014-2015.

## Risultati

### Tabellone
|                       | AUD | BOC | CAL | CAL | CAS | COR | GUA | ISO | NAU | PAL | PAO | ROC | SAM | SAN | SER | TAU |
| Audace Rossanese      |     | 1-0 | 5-3 | 0-0 | 1-3 | 0-1 | 1-3 | 1-1 | 2-2 | 1-1 | 0-2 | 1-2 | 3-5 | 0-3 | 0-3 | 1-2 |
| Bocale 1983           | 6-3 |     | 0-0 | 2-1 | 2-2 | 2-0 | 2-1 | 2-0 | 1-0 | 2-0 | 1-0 | 1-5 | 2-1 | 3-2 | 2-1 | 2-2 |
| Calcio Acri           | 1-0 | 2-0 |     | 3-0 | 0-3 | 1-1 | 1-1 | 4-1 | 3-1 | 3-2 | 0-1 | 1-1 | 3-1 | 1-0 | 1-1 | 4-0 |
| Calcio Gallico Catona | 3-0 | 3-3 | 2-1 |     | 1-1 | 2-2 | 3-0 | 2-0 | 4-1 | 1-0 | 0-0 | 0-1 | 1-1 | 2-0 | 1-0 | 2-1 |
| Castrovillari         | 6-0 | 5-1 | 5-3 | 2-0 |     | 2-1 | 1-2 | 1-2 | 2-1 | 0-0 | 2-1 | 2-1 | 2-0 | 0-1 | 1-0 | 4-0 |
| Corigliano Schiavonea | 3-0 | 2-0 | 2-1 | 2-3 | 1-0 |     | 0-0 | 0-2 | 0-3 | 1-3 | 2-1 | 1-4 | 3-1 | 2-0 | 4-4 | 2-0 |
| Guardavalle           | 5-1 | 1-0 | 3-1 | 1-2 | 0-2 | 1-0 |     | 3-1 | 1-0 | 2-0 | 2-0 | 1-0 | 2-0 | 0-0 | 1-0 | 2-2 |
| Isola Capo Rizzuto    | 2-1 | 1-2 | 4-1 | 0-0 | 2-0 | 4-0 | 3-3 |     | 3-1 | 3-1 | 3-1 | 2-3 | 0-2 | 1-0 | 3-2 | 2-3 |
| Nausicaa SM           | 1-2 | 0-2 | 0-2 | 1-2 | 0-3 | 0-1 | 1-2 | 2-2 |     | 0-0 | 3-0 | 0-3 | 1-3 | 2-0 | 2-3 | 1-3 |
| Palmese               | 1-0 | 4-1 | 1-1 | 0-2 | 1-0 | 4-0 | 0-0 | 3-0 | 1-0 |     | 3-1 | 1-3 | 2-0 | 2-0 | 1-1 | 1-1 |
| Paolana               | 4-1 | 3-1 | 2-5 | 1-1 | 1-0 | 0-0 | 0-1 | 3-2 | 0-2 | 0-1 |     | 0-3 | 0-2 | 3-1 | 1-1 | 1-0 |
| Roccella              | 6-0 | 4-1 | 3-1 | 3-1 | 1-1 | 2-1 | 3-0 | 0-1 | 3-2 | 3-2 | 2-1 |     | 2-0 | 4-0 | 2-0 | 2-2 |
| Sambiase Lamezia      | 2-1 | 3-2 | 0-2 | 1-0 | 2-0 | 3-1 | 3-0 | 1-2 | 5-0 | 3-1 | 3-1 | 1-5 |     | 1-1 | 3-0 | 0-2 |
| San Lucido            | 3-2 | 3-2 | 2-0 | 0-1 | 1-4 | 0-1 | 1-1 | 2-0 | 0-0 | 1-1 | 0-0 | 0-0 | 0-2 |     | 0-1 | 1-0 |
| Sersale               | 0-0 | 1-0 | 0-0 | 2-1 | 3-1 | 2-1 | 1-0 | 2-1 | 1-0 | 0-2 | 3-1 | 1-3 | 4-0 | 1-1 |     | 1-1 |
| Taurianovese          | 2-2 | 1-0 | 2-1 | 1-0 | 2-1 | 3-0 | 4-1 | 1-1 | 2-1 | 0-2 | 4-0 | 1-2 | 2-3 | 2-1 | 2-1 |     |

## Spareggi

### Play-off

#### Semifinali
| Squadra 1      | Risultato | Squadra 2   |
| -------------- | --------- | ----------- |
| Castrovillari  | 1 - 0     | Sambiase    |
| Gallico Catona | 2 - 0     | Guardavalle |

| Arbitro: | Acanfora (Castellamare di Stabia) |

|             |           |  |
| La Canna 4’ | Marcatori |  |

| Arbitro: | Castorina (Acireale) |

|                  |           |  |
| Cormaci 52’, 90’ | Marcatori |  |

#### Finale
| Squadra 1     | Risultato   | Squadra 2      |
| ------------- | ----------- | -------------- |
| Castrovillari | 2 - 1 (dts) | Gallico Catona |

| Arbitro: | Marcenaro (Genova) |

|                         |           |               |
| Sarli 39’ Lombardi 102’ | Marcatori | 90+4’ Calarco |

### Play-out
| Squadra 1 | Risultato   | Squadra 2  |
| --------- | ----------- | ---------- |
| Paolana   | 2 - 2 (dts) | San Lucido |

| Arbitro: | Cascella (Bari) |

|                     |           |                          |
| Tuoto 42’ Opoku 84’ | Marcatori | 18’ (rig.), 33’ Amendola |

### Verdetti finali
- Roccella promosso in Serie D 2014-2015
- Castrovillari ammesso ai play-off nazionali.
- Nausicaa, Audace Rossanese e San Lucido  retrocesse in Promozione Calabria 2014-2015